# Nationaal Museum van IJsland

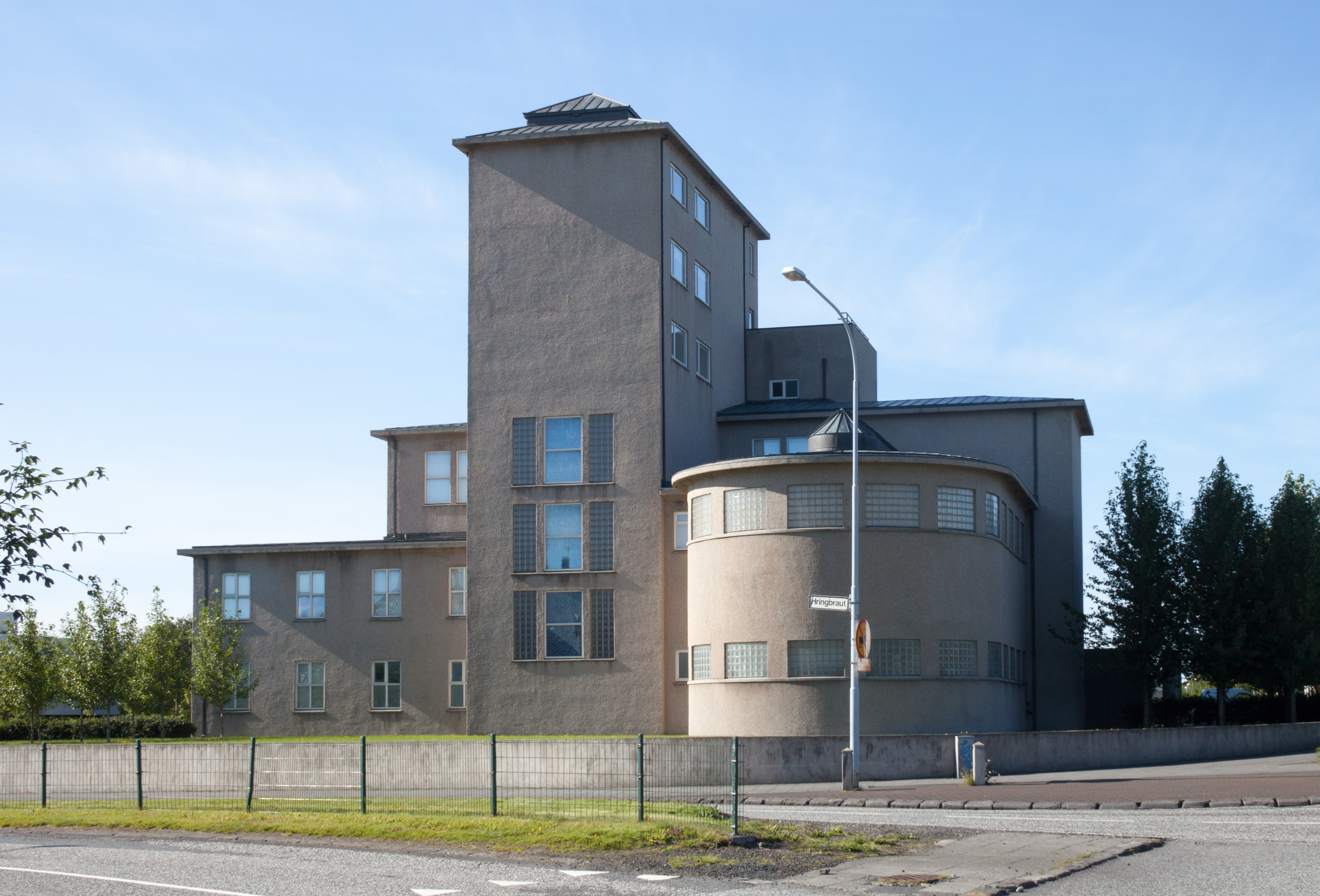
Nationaal museum van IJsland

Het Nationaal Museum van IJsland (IJslands:  Þjóðminjasafnið Íslands) is een museum in Reykjavik. Het museum werd opgericht op  24 februari 1863. Het museum is gelegen aan de Suðurgata 41. De permanente collectie belicht de IJslandse geschiedenis en omvat meer dan 2000 objecten. Tot de collectie behoort de Valþjófsstaður-deur, met een houtsculptuur van een ridder die een draak verslaat.